# 中飯降駅
中飯降駅（なかいぶりえき）は、和歌山県伊都郡かつらぎ町中飯降にある、西日本旅客鉄道（JR西日本）和歌山線の駅。

## 歴史
- 1957年（昭和32年）5月1日：日本国有鉄道和歌山線の高野口駅 - 妙寺駅間に新設開業[1][2]。気動車の旅客のみを取り扱う無人駅[3]。
- 1987年（昭和62年）4月1日：国鉄分割民営化により、西日本旅客鉄道の駅となる[1][2]。
- 2016年（平成28年）3月：駅前ロータリー（中飯降駅前広場）が竣工[注釈 1]。
- 2020年（令和2年）3月14日：ICカード「ICOCA」が利用可能となる[5]。ICカード専用簡易改札機で対応（出場用のみ）。

## 駅構造
和歌山方面に向かって右側に配置された単式ホーム（1面1線）のみの地上駅（停留所）。橋本駅管理の無人駅で駅舎は無く、ホームに直接入る構造となっている。なお、ホームは掘割部分にあるため、入る際には下に降りる形となっている。
棒線構造のため、和歌山方面行きと五条方面行きの双方が同一ホームを共用する。自動券売機はホーム上に、トイレは改札外にそれぞれ設置されている。
2020年3月14日のダイヤ改正で当駅でもICOCA等の交通系ICカードが利用できるようになったが、設置されているのは、車内でタッチができなかった場合に利用できる出場用のICカード専用簡易改札機であり、入場の際には電車内でタッチする必要がある。

## 利用状況
1日の平均乗車人員は以下の通りである。
| 年度               | 1日平均 乗車人員 |
| ------------------ | ---------------- |
| 1998年（平成10年） | 477              |
| 1999年（平成11年） | 474              |
| 2000年（平成12年） | 496              |
| 2001年（平成13年） | 503              |
| 2002年（平成14年） | 458              |
| 2003年（平成15年） | 432              |
| 2004年（平成16年） | 398              |
| 2005年（平成17年） | 386              |
| 2006年（平成18年） | 393              |
| 2007年（平成19年） | 377              |
| 2008年（平成20年） | 397              |
| 2009年（平成21年） | 378              |
| 2010年（平成22年） | 372              |
| 2011年（平成23年） | 359              |
| 2012年（平成24年） | 357              |
| 2013年（平成25年） | 337              |
| 2014年（平成26年） | 343              |
| 2015年（平成27年） | 385              |
| 2016年（平成28年） | 416              |
| 2017年（平成29年） | 377              |
| 2018年（平成30年） | 371              |
| 2019年（令和元年） | 344              |
| 2020年（令和2年）  | 316              |
| 2021年（令和3年）  | 297              |
| 2022年（令和4年）  | 274              |

## 駅周辺

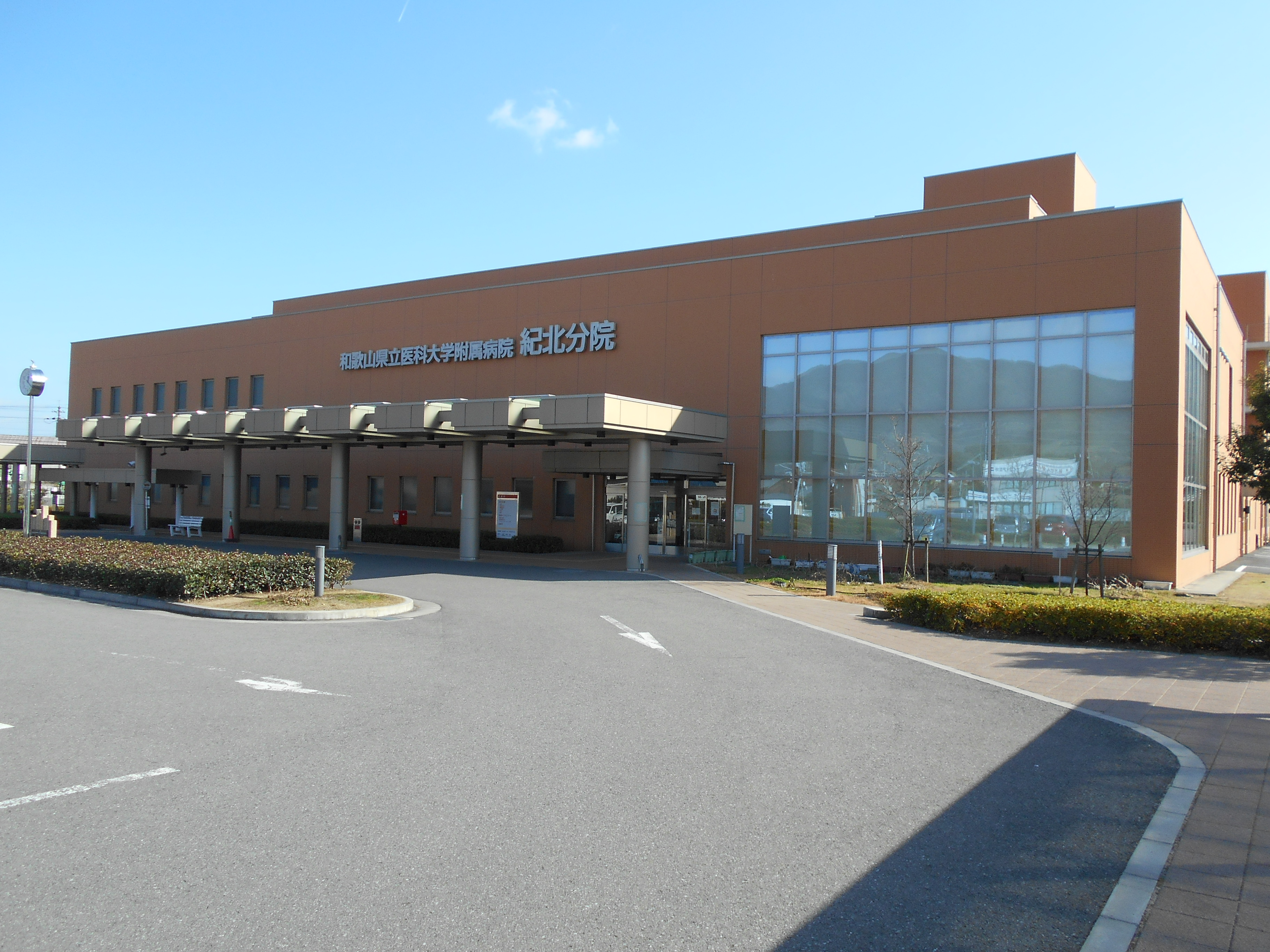
和歌山県立医科大学附属病院紀北分院

田園風景が広がるが、民家が点在する。駅の南側を国道24号が並行し、駅から少し離れた北側を京奈和自動車道（紀北東道路）が通る。そこから北へ進むとJA紀北かわかみの選果場に至る。
- 和歌山県かつらぎ警察署
- 伊都消防組合防災センター
- 和歌山県立医科大学附属病院紀北分院
- 和歌山県農業大学校農学部
- 和歌山県立紀北農芸高等学校
- 初桜酒造
- 東光寺
- 京奈和自動車道（紀北東道路）
- 国道24号
- 中谷川
  - 小田井灌漑用水路中谷川水門 - 国の文化遺産の1つ[6]。
- 弁天谷川

## 接続交通機関
駅前ロータリー内に「中飯降駅前」停留所があり、かつらぎ町デマンドタクシー「妙寺ルート」が2021年（令和3年）4月より乗り入れている。
かつては当駅を経由するかつらぎ町コミュニティバスの路線（河北・河南コース）が設定されていたが、2014年（平成26年）5月31日をもって廃止された。

## その他
- 当駅のホーム待合所にある絵画は和歌山県立紀北農芸高等学校の生徒が描いたものであり、2014年6月24日にお披露目会が行われた[10]。ちなみに、この企画は和歌山線活性化検討委員会の「駅舎ペインティング」企画の一環として行われたものである[10]。

## 隣の駅
西日本旅客鉄道（JR西日本）
 和歌山線
■快速（粉河駅以東各駅停車）・■普通
高野口駅 - 中飯降駅 - 妙寺駅